# 정약현
정약현(丁若鉉, 1751년 ~ 1821년)은 조선 후기의 인물로, 자는 태현(太玄), 호는 부연(鬴淵)이며 본관은 나주이다. 진주목사 정재원의 맏아들이자, 정약전·정약종·정약용의 형이다.

## 생애
정조 19년(1795년), 식년시 진사 3등에 합격하였으나, 벼슬자리는 얻지 못했다.
1801년 순조 원년, 신유박해 때 조정의 대대적인 천주교 신자 탄압으로 동생들이 죽거나 귀양갔다. 정약현은 천주교를 받아들이지 않고 고향집에 기거한 덕분에 화를 면하여 집안을 보전하였다.
순조 21년(1821년) 9월, 전염병으로 사망했다.

## 참고 문헌
- 정약용, 《다산시문집》 제16권 묘지명 선백씨진사공묘지명(先伯氏進士公墓誌銘)